# 尼爾 (伊利諾伊州)
尼爾（英語：Neal）是位於美國伊利諾伊州坎伯蘭縣的一個非建制地區。該地的面積和人口皆未知。

## 地理
尼爾的座標為39°18′07″N 88°20′30″W / 39.30194°N 88.34167°W，而該地的平均海拔高度為192米（即630英尺）。